# Gerd Springe
Gerd Springe (* 1935 in Hamburg) ist ein deutscher Industriemanager. Er war Vorstandsvorsitzender der Alusuisse Lonza-Gruppe.

## Leben
Gerd Springe wuchs in Wasserburg am Bodensee gemeinsam mit Jugendlichen aus Frankreich und dem Maghreb auf; seine Mutter hatte 1949 ein deutsch-französisches Schülerheim gegründet. Später engagierte er sich ehrenamtlich im Vorstand der gemeinnützigen Gesellschaft zur Förderung deutsch-französischer Schüler- und Jugendtreffen und überführte das Heim im Jahr 1973 in einen gemeinnützigen Verein. Bis heute finden dort das ganze Jahr über deutsch-französische Jugendbegegnungen statt.
Nach seinem Abitur in Lindau studierte er Physik in München; er war anschließend wissenschaftlicher Mitarbeiter am Max-Planck-Institut für Metallkunde in Stuttgart und wurde 1966 mit einer Arbeit über die Spannungsrisskorrosionsempfindlichkeit von nichtrostenden Stählen an der Technischen Hochschule Stuttgart zum Dr. rer. nat. promoviert. Er wurde ab 1966 als Entwicklungsingenieur bei der Alusingen GmbH in Singen tätig. Er wurde Mitinhaber von zwei Patenten.
Gerd Springe wurde Vorstandsvorsitzender der Alusuisse AG in Sierre im Wallis, wo er als erster Nichtschweizer die Leitung des Stammwerkes übernahm. Später war er verantwortlich für ein Gemeinschaftsunternehmen des Konzerns in Saudi-Arabien, wo er einen Preis des saudischen Königs für das beste Joint-Venture-Projekt gewann. Er wurde Vorsitzender der Geschäftsführung der Alusuisse Lonza GmbH, Singen, und führte sechs Jahre später die gesamte deutsche Gruppe des Konzerns als Holding-Chef der schweizerischen Alusuisse-Lonza-Gruppe.
1997 erhielt er vom damaligen Bundeswirtschaftsminister Günter Rexrodt den „BFA - Best Factory Award“ als ersten Preis eines Benchmarking-Wettbewerbs.
Gerd Springe ist verheiratet, hat einen Sohn und eine Tochter sowie drei Enkeltöchter.

## Wirken
Gerd Springe war Vizepräsident des Gesamtverbandes der Aluminiumindustrie (GDA), wo er bis weit über seine Pensionierung hinaus mit Kirchen und Hilfsorganisationen ein Solarkocherprogramm für die Dritte Welt unterstützte. Zudem war er Vorstandsmitglied der deutsch-schweizerischen Handelskammer Hochrhein-Bodensee sowie Vorstandsmitglied der Wirtschaftsvereinigung Metall.
Mit der historischen Aufarbeitung der Situation der Zwangsarbeiter in Südbaden während des Naziregimes hat er sich einen Namen gemacht und ehemalige Zwangsarbeiter aus Frankreich ins Werk nach Singen eingeladen.
Er ist Mitbegründer des „International Packaging Institute“ (IPI) in Schaffhausen, einer Kooperation zur Förderung der Berufe in der Verpackungsindustrie durch die Fachhochschule Konstanz (heute: HWTG Konstanz), der Hochschule der Medien Stuttgart und der Zürcher Hochschule Winterthur.
2000 gründete er die Clusterinitiative Bodensee im Rahmen der Bodensee Standort Marketing GmbH, die sechs länderübergreifende Zukunftscluster betreut: die Umwelttechnologie, die Verpackungstechnologie, BioLago, CyberLago, Luftfahrttechnik und Ernährungswirtschaft.
2002 gründete er Singen aktiv Standortmarketing e.V. Für den Verein war er zwischen 2002 und 2022 als Vorstandsvorsitzender ehrenamtlich tätig. Auf der Mitgliederversammlung des Vereins im Mai 2022 wurde er von dem Mitgliedern einstimmig zum Ehrenvorsitzenden mit Sitz und Stimme im Vorstand gewählt.
Von 2004 bis 2010 war Gerd Springe Präsident der Universitätsgesellschaft der Universität Konstanz. Seither ist er Ehrenpräsident der Universitätsgesellschaft mit Stimmrecht. Er ist Initiator des Nano-Preises der Universität Konstanz für herausragende Nanotechnologieforscher.
2007 wurde er für seine Verdienste um das Gemeinwohl der Region und des Landes, um die Förderung der Wirtschaft, der Bildung und der Wissenschaft sowie um die Verständigung Deutschlands mit seinen Nachbarländern mit dem Verdienstkreuz am Bande des Verdienstordens der Bundesrepublik Deutschland ausgezeichnet. Für seine außergewöhnlichen ehrenamtlichen Leistungen im wirtschaftlichen sowie gesellschaftlichen Bereich hat ihm die Stadt Singen 2008 die Bürgermedaille und 2015 den Ehrenring der Stadt Singen verliehen.

## Belege
1. ↑   http://inciti.net/data/department/9/verein_kurzinfo_131003.pdf
2. ↑  Südkurier: Singen: Stabwechsel beim Standortmarketing. 5. Mai 2022, S. 17
3. ↑  Archivierte Kopie (Memento des Originals vom 18. Mai 2015 im Internet Archive)  Info: Der Archivlink wurde automatisch eingesetzt und noch nicht geprüft. Bitte prüfe Original- und Archivlink gemäß Anleitung und entferne dann diesen Hinweis., Wirtschaftsministerium BW 19. April 2007
4. ↑  Südkurier Medienhaus: Singen: Der Vorwärtsbringer: Gerd Springe wird am Samstag 80 | SÜDKURIER Online. In: SÜDKURIER Online. (suedkurier.de [abgerufen am 31. Dezember 2016]).
5. ↑  Südkurier Medienhaus: Singen: Ehrenring der Stadt für Gerd Springe von Singen aktiv | SÜDKURIER Online. In: SÜDKURIER Online. (suedkurier.de [abgerufen am 31. Dezember 2016]).

| Personendaten    | Personendaten              |
| ---------------- | -------------------------- |
| NAME             | Springe, Gerd              |
| KURZBESCHREIBUNG | deutscher Industriemanager |
| GEBURTSDATUM     | 1935                       |
| GEBURTSORT       | Hamburg                    |